# Gustav von Bohlen und Halbach

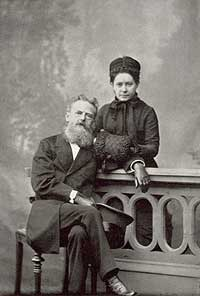
Gustav von Bohlen und Halbach, Ehefrau Sophie

Gustav Georg Friedrich Bohlen-Halbach, ab 1871 von Bohlen-Halbach (* 27. April 1831 in Philadelphia; † 9. November 1890 in Karlsruhe), war Hofzeremonienmeister und Ministerresident in den Diensten des Großherzogs von Baden.

## Leben
Gustav Bohlen-Halbach war der Sohn des preußischen Konsuls Arnold Halbach und dessen Frau Karoline Bohlen. Er studierte Rechtswissenschaft an der Ruprecht-Karls-Universität Heidelberg und wurde 1851 Mitglied des Corps Guestphalia Heidelberg. Sein Studium beendete er 1853 mit der Promotion.
1858 bewarb er sich beim Großherzogtum Baden um die besoldungsfreie Verwendung in der Diplomatie. Er diente daraufhin an der badischen Gesandtschaft beim preußischen Hof in Berlin. 1861 wurde er als Legationssekretär nach Paris versetzt und mit einem Gehalt ausgestattet. 1862 folgte die Versetzung an die badische Gesandtschaft in Den Haag. Im selben Jahr heiratete er in Den Haag Sophie geb. Bohlen (1837–1915), die Tochter von Henry Bohlen, der wiederum ein Halbbruder von Gustavs Mutter Caroline war und 1862 – wenige Monate vor der Hochzeit seiner Tochter – im amerikanischen Bürgerkrieg fiel. Sie hatten sieben Kinder, u. a. Alwyn (1865–1938), Harry (1866–1919) und Fritz (1868–1941). Bohlen-Halbach wurde 1866 zum außerordentlichen Gesandten und bevollmächtigten Minister in Den Haag befördert und am 14. August 1871 mit dem Namen von Bohlen und Halbach nobilitiert. Nach der Auflösung der Gesandtschaft siedelte er 1878 nach Karlsruhe über, wurde 1881 Hofzeremonienmeister und kaufte im Oktober 1885 Burg und Schloss Obergrombach bei Bruchsal, das sich bis heute in Familienbesitz befindet. Er starb 1890 in Karlsruhe und wurde in Obergrombach beerdigt.  In Obergrombach wurden die Gustav-von-Bohlen-Straße und die Sofienstraße nach dem Ehepaar benannt.
Der fünfte Sohn Gustav Krupp von Bohlen und Halbach heiratete Bertha Krupp. Von 1908 bis 1943 war er Aufsichtsratsvorsitzender der Friedrich Krupp AG.